# Яворівська вишивка

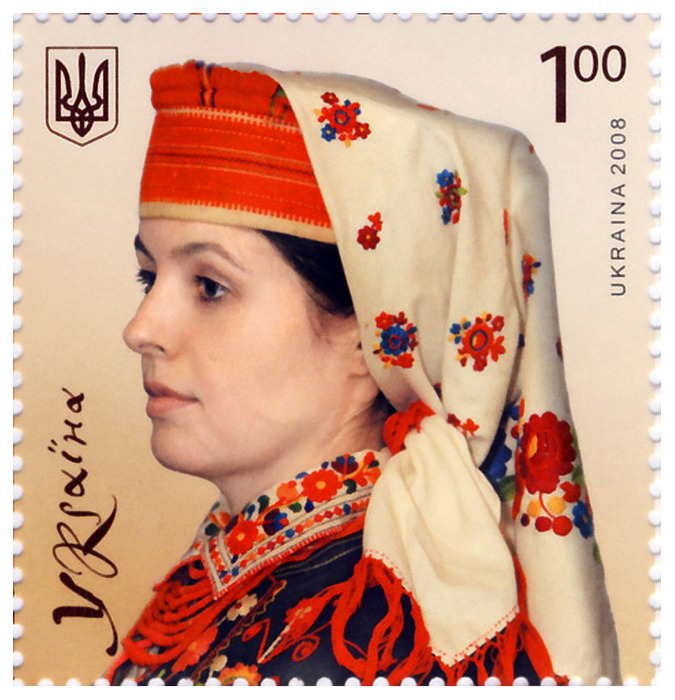
Яворівські вишиті хустка і бавниця

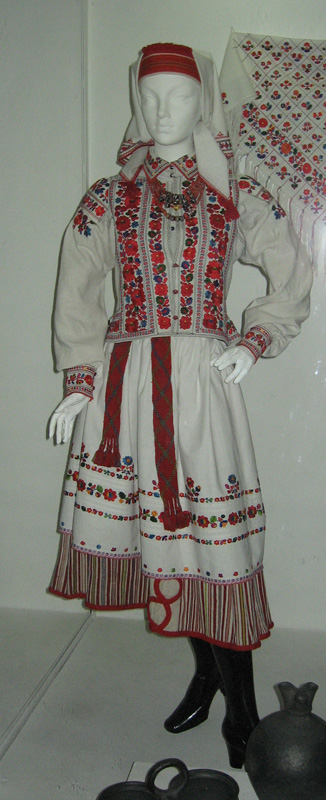
Яворівський стрій

Я́ворівська ви́шивка — це різновид української вишивки, притаманний Яворівському району Львівщини, що характеризується такими кольорами як: зелений, помаранчевий, жовтий та чорний.
На Яворівщині впродовж історії склалися свої методи гаптування (це різновид вишивки гладдю, що на Львівщині має назву гапт), які набули широкої популярності в даному регіоні. Кожному виду одягу відповідала визначена техніка, колорит, орнаментальні мотиви.

## Історія
У XIX столітті у цій місцевості запаски, кабати, вишиті сорочки шили з сірого домотканого полотна та рясно вишивали воскованими лляними білими та сірими нитками, а з кінця XIX ст., чорними та червоними. Узори складалися з дрібних мотивів — «кривульок», «пупочок» у техніці стебнівка та хрестик. Еволюція художньо-образного вирішення яворівської вишивки йшла в напрямку заміни найпростіших дрібноузорних геометричних орнаментів на складні квіткові композиції в яскравій, насиченій гамі кольорів.
Наприкінці XIX століття яворівський гапт називали «славною Яворівкою». Узори складалися з дрібних мотивів, таких як «сосонки», «купочки», «деревця», «клинці», «кривульки», що їх вишивали хрестиком, «стебнівкою».
Характерно, що вишивальниці майже не вишивали тканин інтер'єрного призначення. Лише з 1920 р. в інтер'єр яворівської хати почали входити вишиті рушники. Яворівська вишивка найбільше застосовувалась в декорі жіночого і чоловічого одягу.
У 20-х роках ХХ століття у вишивці Яворівщини поширюються квіткові орнаменти, вишиті кольоровими нитками за контуром нанесеного на полотно малюнка. Переважною технікою вишивання стала двобічна гладь — гапт, яка поєднувалася зі стебловим швом, козликом, за голку, ланцюжком. Майстрині сміливо використовували жовті, сині, зелені та червоні нитки, створюючи декоративно виразні рельєфні узори рослинних орнаментів.
У вишивці яворівського одягу переважає стрічкова, розеткова та вазонна композиції. Вже у ХХ столітті з'являються букетні мотиви, а також шахове розташування окремих орнаментів на хустинах та фартухах: Буденний одяг майже не декорувався вишитими орнаментами, а з'єднувальні та крайові шви виконували також естетичну функцію. Проте, вишивка, що зображена на буденних сорочках, кабатах, фартухах, хустинах, зазвичай була виразно стримана за композицією та кольоровою гамою.
Яскраво оздоблювали яворівські хустки, прикрашені композиціями, що мали назви «вазон», «гільце», «китець». Дрібновізерункові орнаменти, що прикрашали вироби домашнього полотна, поступилися місцем соковитим, крупнорельєфним багатобарвним орнаментам на фабричній кольоровій тканині.